# Poiana (Bucium), Alba
Poiana (Bucium, Alba) este un sat în comuna Bucium din județul Alba, Transilvania, România.

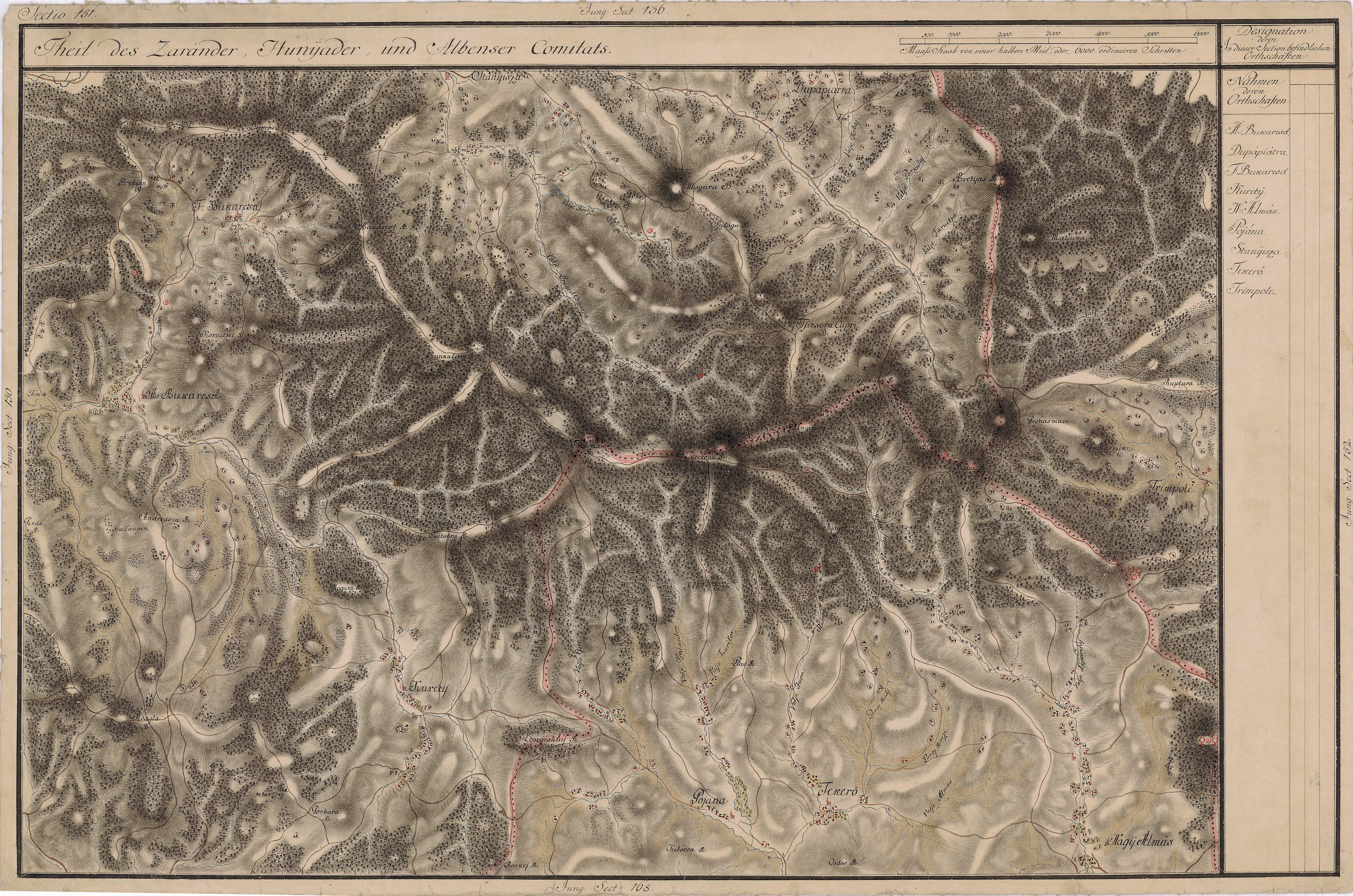
Poiana pe Harta Iosefină a Transilvaniei, 1769-1773